# Hermann von der Hude (Senator)

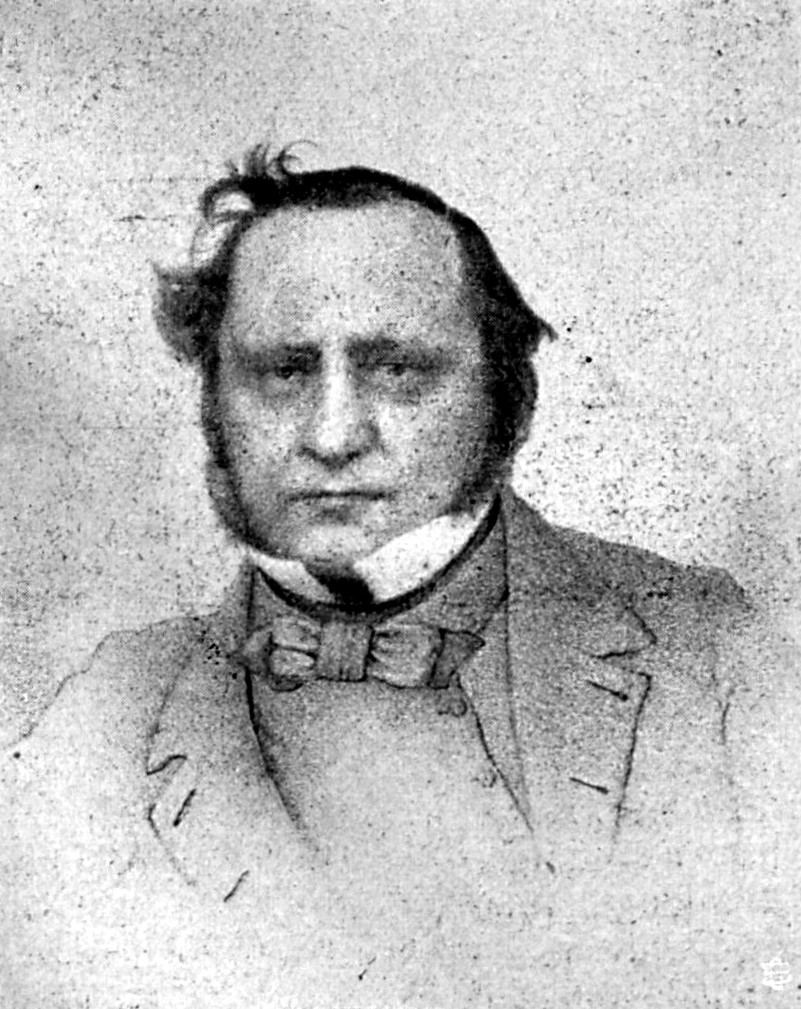
Hermann v. d. Hude

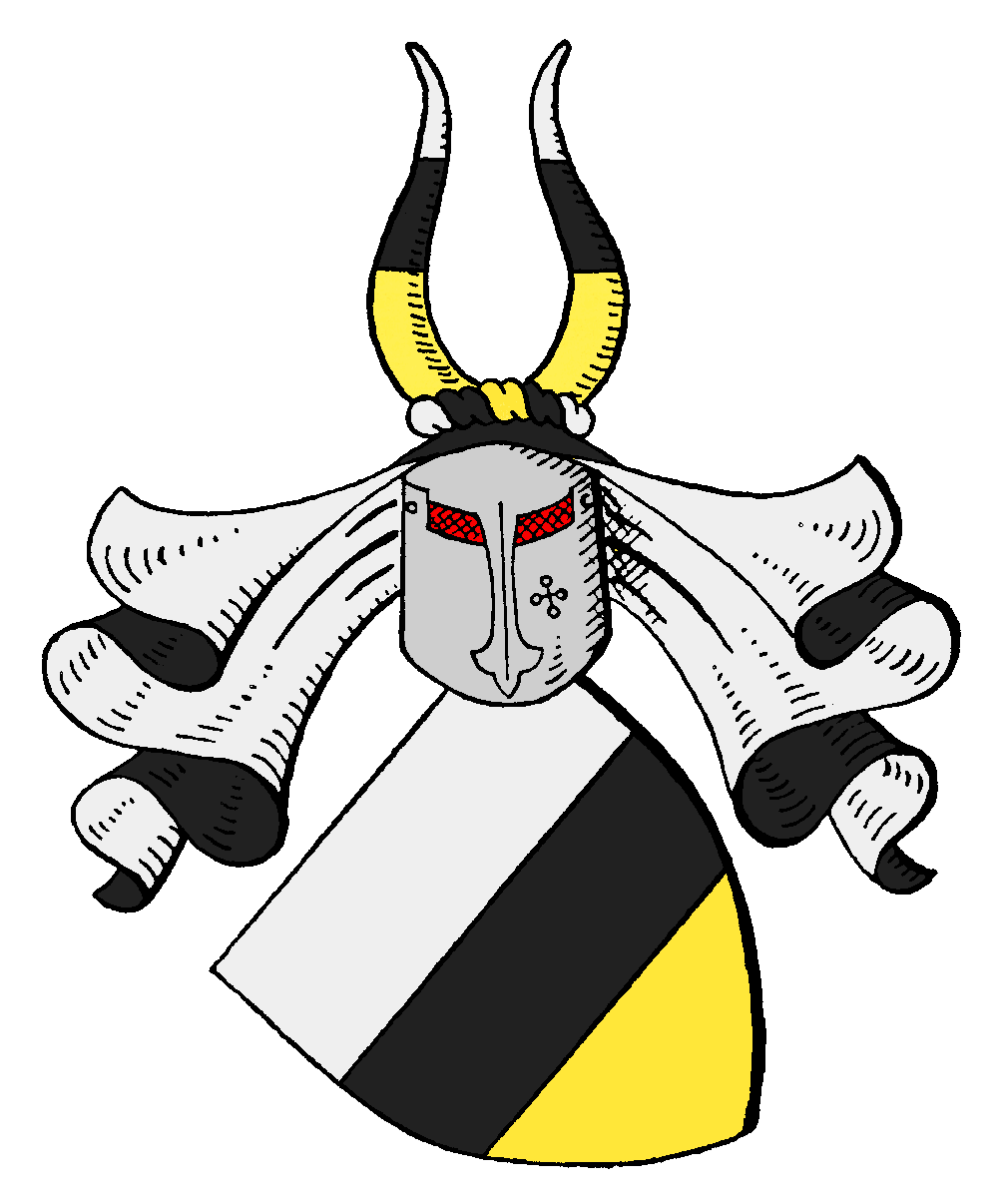
Wappen derer von der Hude

Hermann von der Hude (* 8. Mai 1811 in Lübeck; † 12. November 1858 ebenda) war ein deutscher Jurist, Diplomat, hanseatischer Gesandter beim Bundestag und Senator der Hansestadt Lübeck.

## Leben

### Herkunft
Hermann entstammte dem ursprünglich bremischen Adelsgeschlecht derer von der Hude, dass sich früh nach Holstein, Lauenburg, Mecklenburg und auch die Hansestadt Lübeck ausbreitete.
Er war der Sohn Bernhard Heinrichs, Hauptpastor von St. Marien (* 8. Juni 1765 in Lübeck; † 26. Dezember 1828 ebenda), und dessen Ehefrau Margarethe Henriette, geborene Heyn (1776–1819). Sein älterer Bruder Heinrich wurde später Syndicus der Hansestadt Lübeck.

### Laufbahn
Als seine Mutter starb, war Hude erst sieben und als er auf dem Katharineum die Prima besuchte, verstarb auch sein Vater. Sein älterer Bruder, seinerzeit Prokurator am Oberappellationsgericht der vier Freien Städte und am Niedergericht, nahm ihn, bis er Ostern 1830 die Schule abschloss und zum Studium der Theologie nach Jena ging, in sein Haus.
Dort erkannte Hude jedoch früh, dass seine Neigung eher bei den Rechtswissenschaft lag, und wandte sich deren Studium zu. Während seines Studiums wurde er 1830 Mitglied der Burschenschaft Germania Jena und war 1831 Mitgründer der Alten Heidelberger Burschenschaft Franconia. Als Mitglied der Burschenschaft nahm er am Hambacher Fest teil. Über dieses berichtete er seinem Freund, Maximilian Heinrich Rüder, in Eutin. Aufgrund seiner Zugehörigkeit zu der Burschenschaft, gegen welche in jenen Jahren von Seiten der Regierungen Repressionen ausgingen, wurde er verfolgt und erhielt in Eisenach nahezu drei Jahre Detentionshaft. Deshalb konnte er sich erst 1837, nach bestandenem Examen, in seiner Vaterstadt als Advokat niederlassen. Im Zuge der Demagogenverfolgung wurde er im Schwarzen Buch der Frankfurter Bundeszentralbehörde (Eintrag Nr. 755) festgehalten.
Im Jahr 1842 wurde Hude zum Protokollführer der von der Lübecker Bürgerschaft ernannten Verfassungskommission bestellt. Hier bewährte er sich in dem Maße, dass die Bürgerschaft ihn zwei Jahre darauf zum Mitglied der gemeinsamen Verfassungskommission erwählte. Ihm sollte hierbei ein wesentlicher Anteil am Zustandekommen der Lübecker Verfassung zukommen.
Auch als Mitglied und später Vorsitzender des Komitees zur Herstellung der Lübeck-Büchener Eisenbahnverbindung wirkte er unermüdlich mit und steuerte so seinen Teil an der Verwirklichung dieses für Lübeck so wichtigen Unternehmen bei.
Nachdem Hude 1847 zum Prokurator am Niedergericht erwählt war, wurde er bereits im März des Jahres 1848 in den Senat berufen. Er war das letzte vor dem Inkrafttreten der Verfassung einseitig vom Senat erwählte Mitglied (Ratsherr) dieser Körperschaft. Kurz nach seinem Eintritt in den Rat wurde er als Vertreter der freien Städte in den Bundestag nach Frankfurt am Main abgeordnet. Den Sitzungen des Bundestages wohnte er bis zu dessen Auflösung im Juli 1848 bei.
Von nun an widmete Hude seine Tätigkeit im Senat ausschließlich der inneren Verwaltung. Er beschränkte sich hierbei nicht darauf, das Überkommene zu erhalten und die laufenden Geschäfte zu besorgen, sondern entwickelte die seiner Leitung anvertrauten Anstalten in umfassender Weise fort. Dies galt besonders seiner Betätigung als Präses der Armenanstalt und des Brandkassendepartements.
Doch sein Wirken fand ein jähes Ende. Von den Folgen eines Schlaganfalles, der ihn im Mai 1858 während einer Sitzung der Bürgerschaft traf, erholte sich Hude nur vorübergehend wieder. Anfang November erkrankte er erneut und verschied am 12. November.

### Familie
Hermann von der Hude war mit der ältesten Tochter des Kaufmanns und preußischen Konsuls Eduard Gottlieb Kulenkamp verheiratet. Aus der Ehe gingen viele Kinder hervor.